# Thơ ngụ ngôn La Fontaine

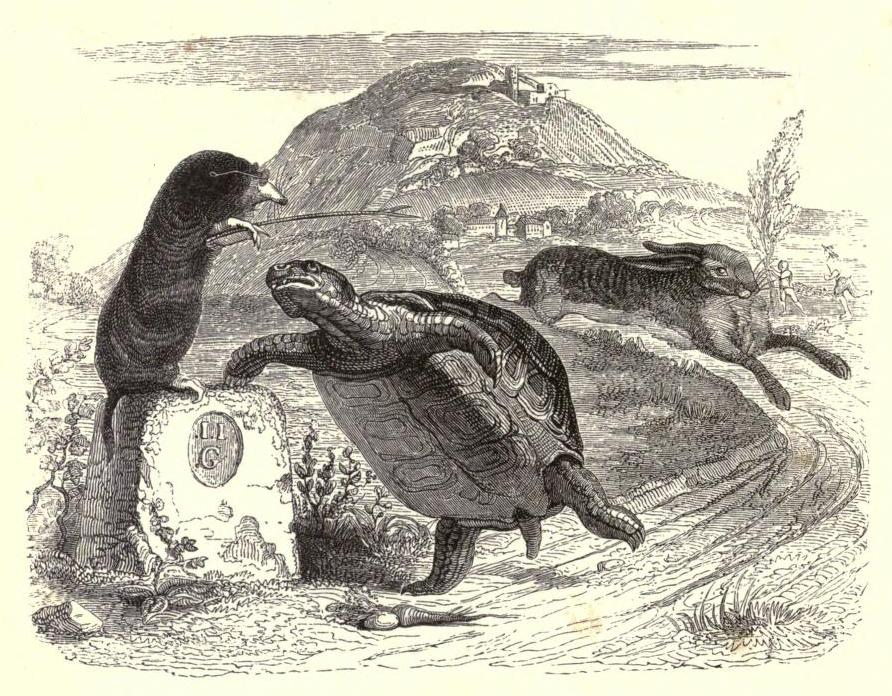
Con Thỏ và Rùa. Tranh vẽ trong ấn bản 1855

Thơ ngụ ngôn La Fontaine là tác phẩm văn chương Pháp do Jean de La Fontaine soạn vào thế kỷ 17 và in lần đầu năm 1668 có sáu tập cả thảy. Năm 1678 La Fontaine hoàn tất năm tập nữa và đến năm 1694 thì ra mắt tập cuối cùng, tổng cộng là 12 tập trong bộ sách này. Đây là một trong những áng văn chương cổ điển của nền văn học Pháp và sau được dùng làm sách giáo khoa tại Pháp.
Cũng nhờ tác phẩm này mà La Fontaine được tuyển vào Viện Hàn Lâm Pháp (L'Académie française) năm 1684. Nội dung là những truyện ngụ ngôn từ truyện cổ Hy Lạp, Ấn Độ cùng những truyện dân gian.

## Phiên bản tiếng Việt
Đối với đại đa số người Việt thì tác phẩm này của La Fontaine được tiếp cận gián tiếp qua những bài thơ chuyển ngữ của Nguyễn Văn Vĩnh vào đầu thế kỷ 20 thời Pháp thuộc. Nguyễn Văn Vĩnh đã đem dịch nhiều bài ngụ ngôn ra tiếng Việt dưới dạng văn vần và đăng trên báo Đăng Cổ Tùng báo kể từ năm 1907. Năm 1912 rồi 1913 các báo La Revue Indochinoise (Đông Dương Tạp chí) cũng đăng lại. Mãi đến năm 1919 tất cả các bài thơ (44 bài cả thảy) mới được gom lại in thành một cuốn. Ấn bản 1928 của nhà xuất bản Trung Bắc Tân văn có thêm tranh hý họa của họa sĩ Mạnh Quỳnh. Bản này đến thập niên 1940 được tái bản.